# Charles Francis Abdy Williams
Charles Francis Abdy Williams (* 16. Juli 1855 in Dawlish, Devon, Vereinigtes Königreich; † 27. Februar 1923 in Milford on Sea, Lymington, Hampshire, Vereinigtes Königreich) war ein britischer Organist, Violinist, Musikwissenschaftler und Musikschriftsteller. Bekannt wurde er durch seine Biografien Georg Friedrich Händels und Johann Sebastian Bachs.

## Leben
Charles Francis Abdy Williams studierte von 1875 bis 1878 in Cambridge. Danach ging er nach Neuseeland. Er wurde Organist an St. Mary’s in Auckland und gründete einen Glee Club. 1879 ging er nach England zurück und wurde 1881 Organist und music master am Dover College. 1882 ging er ans Konservatorium Leipzig. Hier studierte er bei Carl Reinecke. Von 1885 bis 1891 war er Organist an St. Mary’s in West Brompton. Er widmete sich der Musik des antiken Griechenlands und der Gregorianik und forschte in Belgien, Frankreich und Italien. Auf Grund seiner Veröffentlichungen wurde er ans Bradfield College berufen.

## Werke (Auswahl)

### Musiktheoretische Werke
- Bach. Walter Scott, London 1903. OCLC 3863415 (englisch)
- Degrees in music at Oxford and Cambridge. London 1893. OCLC 924012255 (englisch)
- Handel, J.M. Dent & Co London, 1901. OCLC 401181 (englisch)
- A short account of the music of the Greek drama: together with the choruses of Sophocles’ „Antigone“ as performed in the Greek theatre at Bradfield College June 1898. Breitkopf & Härtel, London um 1900. OCLC 297208894 (englisch)
- The Aristoxenian theory of musical Rhythm. Cambridge University Press, 1911.
- The rhythm of modern Music. Macmillan, London 1909. OCLC 601705(englisch)
- The story of notation. Walter Scott London; C. Scribner’s Sons, New York 1903. OCLC 233001912 (englisch)
- The story of organ Music (englisch)
- The story of the organ. (englisch)

### Musikalische Kompositionen
- Hymn to Apollo für Gesang und Klavier, Novello, London (englische Übersetzung und Komposition: Charles Francis Abdy Williams)   OCLC 233944146
- Magnificat und Nunc Dimittis in F OCLC 498206963
- Scherzo. In: The organist’s quarterly journal of original compositions. Band X, Part 73, herausgegeben von William Spark. Novello, Ewer, London 1887 OCLC 1115129434
- Benedicite, omnia Opera ... in Chant Form. Novello, Ewer, London/New York 1891. OCLC 498207001
- Te Deum laudamus ... in chant form. Novello, Ewer, London/New York, 1890. OCLC 498206904
- Morning Service in D für  Alt, Tenor und Baß, Office of „The Organist“, London, 1898. OCLC 498206975
- Evening Service in D-Dur für  Alt, Tenor und Baß, Office of „The Organist“, London 1898. OCLC 498206934